# Мириам Арри
Мириа́м Арри́, настоящее имя Мария Розетта Шапира (фр. Myriam Harry, Maria Rosette Shapira; 21 февраля 1869, Иерусалим — 10 марта 1958, Нёйи-сюр-Сен) — французская писательница и журналистка. Дочь иерусалимского антиквара Мозеса Шапиры, автор исторических романов, автобиографической прозы и путевых заметок.

## Биография и творчество
Мария Шапира родилась в 1869 году (в некоторых источниках указывается 1875 год) в Иерусалиме. Её отцом был известный иерусалимский антиквар Мозес Шапира, родом из России, а матерью — Розетта Шапира, бывшая протестантская диаконисса. В 1884 году, после обвинения в фальсификации древних рукописей, Мозес Шапира покончил с собой. Семья была разорена; жена Шапиры продала остатки имущества и вернулась на свою родину — в Германию. Там Мария и её старшая сестра учились в лицее в Берлине. Мария говорила и писала по-немецки и по-английски; в Германии она печаталась в газетах и журналах, включая Berliner Tageblatt. Однако, получив диплом учительницы начальных классов, она решила выучить французский и поселиться в Париже.
Приехала во Францию в возрасте 17 лет. В течение некоторого времени она была секретарём французского литературного критика Жюля Леметра. Постепенно она сблизилась с литературными кругами, начала посещать литературные салоны (в том числе Анатоля Франса и мадам де Кайяве) и публиковаться. Ей оказывали поддержку такие литераторы, как Катюль Мендес, Марсель Швоб, Маргерит Дюран. В 1899 году был опубликован её роман «Passage de bédouins». За ним последовали ещё несколько романов, местом действия которых был Французский Индокитай. Отзывы критиков были положительными, однако настоящий успех к писательнице пришёл после публикации романа «La Conquête de Jérusalem» («Завоевание Иерусалима», 1903). В 1904 году он был удостоен литературной Премии Фемина. Мириам Арри стала первым лауреатом этой премии, вскоре после её учреждения. Перед этим она, при поддержке Анны де Ноай, номинировалась на Гонкуровскую премию, но не получила её. Известно, что Премия Фемина была основана именно как «женская» альтернатива «мужской» Гонкуровской премии, после того как Арри получила отказ по той причине, что она — женщина. Впоследствии писательница входила в жюри этой премии.
На протяжении своей литературной карьеры Мириам Арри опубликовала около 35 романов, в том числе «La Divine chanson» (1911), «La petite fille de Jérusalem» (1914), «Siona chez les Barbares» (1918), «Siona à Paris» (1919) и «Le Tendre cantique de Siona» (1922). Центральный персонаж нескольких книг — Сиона, родившаяся в Иерусалиме, а затем переселившаяся во Францию — во многом является alter ego самой писательницы. В некоторых своих романах, таких как «Les Amants de Sion» (1923), «La Nuit de Jérusalem» (1928) и «La Jérusalem retrouvée» (1930), она с сочувствием пишет о сионистском движении. В остальном её творчество близко к литературе французского ориентализма.
С 1904 года Мириам Арри была замужем за французским скульптором Эмилем Перро. Она много путешествовала — в Тунис, Египет, Персию, Индокитай, на Мадагаскар и в родную Палестину — в том числе в качестве журналистки. Материал, собранный во время этих поездок, становился основой репортажей и книг. В 1934 году Арри стала кавалером Ордена Почётного Легиона.
Умерла в 1958 году в Нёйи-сюр-Сен.